# Stop The Killing Dolphins
Stop The Killing Dolphins (рус. «Остановите убийство дельфинов») — дебютный студийный альбом российской альтернативной рэп-группы «Дубовый Гаайъ», выпущенный на аудиокассетах лейблом Swing Street Ltd. в 1994 году.
Альбом состоит из 11 треков и был записан в период с 1991 по 1994 год на московских студиях звукозаписи «Класс» (1991), «Тет-а-тет» (1992), SNC Records (1993), «Нота» (1993) и «2С», принадлежащей фирме «Элиас» («Я хочу умереть», 1994). Музыку для альбома создали участники группы, а все тексты написал и исполнил Андрей «Дельфин» Лысиков.
Альбом был переиздан лейблом «Элиас Records» на аудиокассетах в 1995 году и на компакт-дисках в 1996 и 2000 году. Позже был выпущен на «Крем Рекордс» в 2002 году и на CD Land в 2003 году.

## Запись альбома
После фестиваля в Риге в декабре 1991 года коллектив записал на профессиональной студии «Класс» в Измайловском парке (бывшая студия «Рекорд») первые три песни: «Дождь», «Сынок» и «Когда ты вернёшься». А в феврале 1992 года на студии «Тет-а-тет» на Преображенской площади было записано ещё две песни: «Чёрный город» и «Лирическая» (позже получившая при издании имя «Синяя лирика»). В процессе первых студийных записей оказались задействованы: солист и автор текстов Андрей Лысиков («Дельфин»), бас-гитарист и автор музыки Андрей Савченко («Ганс Хольман»), бас-гитарист Иван Лебедев («Кестер»), гитарист Михаил Воинов, клавишник Иван Черников, барабанщик Максим Хоруженко («Фофан»), диджей Павел Галкин («Мутабор») и звукоинженер Ян Миренский. Из основателей «Дубового Гая» в записи не поучаствовал лишь Олег Башкатов («Олень»), который не играл на музыкальных инструментах. Запись на студии «Класс» происходила в ночное время и вызывала множество негодований у соседствовавших через стену музыкантов и звукорежиссёров. Дельфин исполнял рэп поверх гитарных шумов, скретчей и семплов из Public Enemy. Затем «Дубовый Гай» временно расформировался на две группы: «Мальчишник» и Alien Pat. Holman.
Осенью 1993 года Дельфин принёс продюсеру группы «Мальчишник», Алексею Адамову, свои записи — «Когда ты вернёшься», «Ты холодна» и «Синяя лирика №3» — после прослушивания которых Адамов решил помочь Дельфину с проектом «Дубовый Гай»: проплатил дорогую по тем временам студию SNC Records на два месяца вперёд. Дельфин заключил контракт с Alien Pat. Holman о взаимовыгодном сотрудничестве, возродил проект «Дубовый Гай» и приступил к записи на студии SNC Records альбомов Stop The Killing Dolphins и «Синяя лирика №2», по музыке и тематике совершенно противоположных «Мальчишнику». Все композиции пронизаны особой «чёрной» лирикой, наводящей слушателя на мысль о неизбежности судьбы, тексты песен были о наркотиках и суициде. В записи песен участвовали: солист и автор текстов Андрей Лысиков («Дельфин»), гитарист и автор музыки Андрей Савченко («Ганс Хольман»), бас-гитарист Иван Лебедев («Кестер»), гитарист Михаил Воинов, клавишник Иван Черников, барабанщик Максим Хоруженко («Фофан»), диджей Павел Галкин («Мутабор») и звукоинженер Ян Миренский. Через неделю после двухмесячной записи на студии начались съёмки первого видео в арендованном бассейне, был проработан образ с участием фотографа Василия Кудрявцева, но, к сожалению, проект закрылся после отъезда Адамова в США в январе 1994 года. После записи на SNC Records «Дубовый Гай» перезаписал песню «Чёрный город» на студии «Нота» во Дворце культуры «Завода имени Владимира Ильича».
В 1994 году на оставленные перед отъездом в США Адамовым деньги Дельфин совместно с гитаристом Михаилом Воиновым записал на студии «2С», принадлежащей фирме «Элиас», четыре песни, позже включённые в релизы «Дубового Гаайъя»: «Песенка про дельфинов» (получившая при выпуске имя «Мишины дельфины»), «Стой, я, герой (твой)», «Не убивай на бумаге» и «Я хочу умереть».
При мастеринге разных сессий группа познакомилась со звукоинженером фирмы Anima Vox, Виктором «Мутантом» Шевцовым, который на своём домашнем лейбле Swing Street Ltd. выпустил на аудиокассетах дебютный альбом Stop The Killing Dolphins в 1994 году. На обложке, которую придумал Шевцов, появилось фирменное написание названия группы — «Дубовый Гаайъ». Альбом также был известен как «Суицидальное диско» по названию одной из песен, вышел маленьким тиражом в тысячу экземпляров и передавался из рук в руки.

## Критика
В 1998 году редактор журнала «ОМ», Сергей Борчуков, оценил альбом Stop The Killing Dolphins на 4 из 5, подчеркнув, что в альбоме «нет ни нравящейся народу совковой разухабистости, ни столь модного героинового бахвальства.»:
Юные Дельфин и компания, использовав навязчивое «нойзовое» гитарное жужжание а-ля Sonic Youth, сделали совершенно экстремально-лирическую пластинку.
В 2001 году автор проекта «Музыкальная энциклопедия „Евразия“», Андрей Грачёв, рецензируя альбом Stop The Killing Dolphins, отметил, что альбом наполнен чёрно-белыми тонами (смерть, наркотики, душевные муки), в которых нет и капли того солнечного света, который исходил от «Мальчишника».
В 2020 году музыкальный редактор интернет-издания Vatnikstan, Иван Белецкий, поместил альбом Stop The Killing Dolphins в список «Русский рэп 1990‑х: десять главных альбомов», назвав содержимое «наивными ученическими песенками про суицид и неразделённую любовь, балансирующими между рэпкором, трип-хопом и бог весть ещё чем».
В 2020 году редактор интернет-журнала «УндергрундХерос», Хаим Захаров, заметил, что тексты альбома Stop The Killing Dolphins пронизаны темой наркотиков («Чёрный город», «Я хочу умереть», «Когтеглазые орлы»), самоубийства («Суицидальное диско», «Мой мир», «Сон») и неразделённой любви («Когда ты вернёшься», «Ты холодна» — эта даже о любви и убийстве сразу), а среди жанров отметил рэпкор («Я хочу умереть»), а также нойз-рок и гранж в духе Sonic Youth, очень любимых Дельфином («Суицидальное диско», «Когтеглазые орлы», «Сон»).

## Список композиций
| №   | Название             | Длительность |
| --- | -------------------- | ------------ |
| 1.  | «Психолирика»        | 1:28         |
| 2.  | «Суицидальное диско» | 5:22         |
| 3.  | «Мой мир»            | 4:52         |
| 4.  | «Чёрный город»       | 5:20         |
| 5.  | «Я хочу умереть»     | 3:55         |
| 6.  | «Когтеглазые орлы»   | 4:41         |
| 7.  | «Пиздатая песня»     | 3:34         |
| 8.  | «Когда ты вернёшься» | 5:14         |
| 9.  | «Ты холодна (суп)»   | 6:27         |
| 10. | «Сон»                | 5:00         |
| 11. | «Вельветовая песня»  | 3:10         |

| №   | Название        | Длительность |
| --- | --------------- | ------------ |
| 12. | «Тишина» (Live) | 4:44         |

Комментарии
1. ↑  Композиция «Психолирика» в альбоме была неполной, в качестве интро был вставлен лишь первый куплет. Полная версия песни вошла в следующий альбом «Синяя лирика № 2» — под названием «Синяя лирика № 3». «Психолирика» была обработана в «глухом» моно, напоминающем ультразвук.
2. ↑  Композиция «Чёрный город» имеет ещё 3 альтернативных варианта помимо имеющегося в альбоме. Первый клавишный вариант Кестера был записан на студии «Тет-а-тет» в феврале 1992 года, второй — живая версия «Чёрного города» на рэп-концерте в Риге 8 декабря 1991 года, третий — «Зеркало чёрного города», электронная версия Ганса в альбоме «Синяя лирика № 2».

## Отражение в музыке
В 2005 году строчка из песни «Чёрный город» использовалась в песне «Несвятая троица» рэп-исполнителей Guf, «Ант» (из «Отрицательное влияние») и «Бледный» (из «Иезекииль 25:17»).
В 2006 году рок-группа «7раса» исполнила кавер-версию песни «Ты холодна (суп)».
В 2013 году рок-группа «Пионерлагерь Пыльная Радуга» исполнила кавер-версию песни «Суицидальное диско».

## Участники записи
- Андрей Лысиков («Дельфин») — вокал, тексты песен[6]
- Андрей Савченко («Ганс Хольман») — гитара, автор музыки
- Иван Лебедев («Кестер») — бас-гитара
- Павел Галкин («Мутабор») — скретч
- Иван Черников — клавишные
- Михаил Воинов — гитара
- Максим Хоруженко («Фофан») — барабаны
- Ян Миренский — звукоинженер
- Виктор Шевцов («Мутант») — мастеринг альбома, дизайн логотипа группы[14]
- Василий Кудрявцев — фотографии[14]
- Алексей Адамов — менеджмент[14]